# Герб Калуги
Герб городского округа «Город Калу́га» Калужской области Российской Федерации.
Герб утверждён Постановлением городской Думы города Калуги от 30 мая 2000 года № 118.
11 января 2001 года герб Калуги внесён в Государственный геральдический регистр Российской Федерации с присвоением регистрационного номера № 587.

## Описание герба
«В лазоревом (голубом, синем) поле волнистый серебряный пояс, сопровождаемый во главе золотой, украшенной жемчугом и самоцветами и подложенной пурпуром российской государственной короной времён Екатерины Великой (без лент).
Девиз „КОЛЫБЕЛЬ КОСМОНАВТИКИ“ начертан на червлёной (красной) ленте серебряными литерами; поверх середины ленты положена фигура того же металла, которая образована безантом (шаром), от которого отходят три жезла, обращённые от щита вниз и влево».

Герб может существовать в двух равноправных версиях: полной — с девизной лентой; упрощённой — без девизной ленты.

## Символика герба

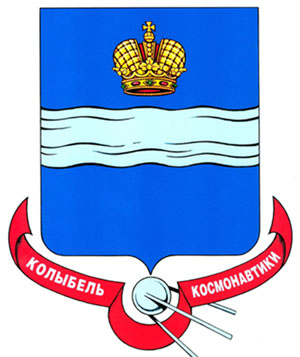
Полный герб Калуги (2000 год)

За основу герба взят современный герб муниципального образования «Город Калуга» составленный на основе исторического герба города Калуги, утверждённого 10 (21) марта 1777 года , подлинное описание которого гласит:
"На голубом поле, горизонтально извилистый серебряный переклад, означающий «реку Оку, протекающую возле сего города, и в верхней части щита Императорская корона, в знак знаменитости, которую он через нынешнее учреждение в нем губернии от Монаршей милости получил».
Учитывая то, что Калуга является колыбелью космонавтики: здесь жил и творил великий советский учёный — Константин Эдуардович Циолковский, все наши космонавты — почётные граждане города Калуги, в городе имеется уникальный государственный музей космонавтики. К историческому гербу города Калуги добавлена девизная лента с девизом «КОЛЫБЕЛЬ КОСМОНАВТИКИ», со стилизованным изображением первого искусственного спутника Земли. Тем самым, в гербе муниципального образования «Город Калуга» отражена история Калуги, проходящая через века до наших дней.
Голубой цвет в геральдике — символ красоты, чести, славы, преданности, истины, добродетели и чистого неба.
Красный цвет символ мужества, самоотверженности, справедливой борьбы и жизни.
Серебро в геральдике — чистоты, мудрости, благородства, мира, взаимосотрудничества.
Золото — символ прочности, величия, интеллекта, великодушия.

## История герба

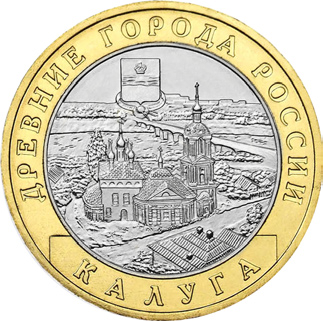
Герб Калуги на памятной монете номиналом 10 рублей, из серии Древние города России

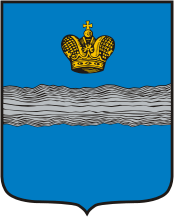
Герб Калуги (1777 год)

Герб 1859 г.

Исторический герб Калуги был Высочайше утверждён 10 (21) марта 1777 года императрицей Екатериной II вместе с другими гербами городов Калужского наместничества (ПСЗ, 1777, Закон № 14596)
Высочайше утверждённый герб имел следующее описание:
«На голубомъ полѣ горизонтально извитый серебряный перекладъ, означающій рѣку Оку, протекающую возлѣ сего города, и въ верхней части щита Императорская золотая корона, въ знакъ знаменитости, которую онъ чрезъ нынѣшнее учрежденіе въ немъ Губерніи отъ Монаршей милости получилъ».
В 1859 году, в период геральдической реформы Кёне, был разработан и утверждён проект нового герба Калуги:
«В зелёном щите серебряный волнообразный пояс, увенчанный золотой Императорской короной. Щит увенчан золотой стенчатой короной, за щитом положенные накрест золотые молотки, соединённые Александровской лентой».
Городской герб Калуги более 100 лет, до Высочайшего утверждения 5 июля 1878 года губернского герба, исполнял его функции.
В советское время корона в гербе Калуги была заменена изображением первого искусственного спутника Земли, символизировавшего вклад Калуги в космонавтику.
5 июня 1990 года Совет народных депутатов Калуги восстановил исторический герб города (с короной).
30 мая 2000 года городская Дума Калуги утвердила реконструированный вариант исторического герба (1777 года) в качестве официального символа города и приняло Положение о гербе.
Исторический герб Калуги (1777 года) был реконструирован Союзом геральдистов России.
Авторы реконструкции герба: идея — Константин Мочёнов (Химки); компьютерный дизайн — Сергей Исаев (Москва); художник — Роберт Маланичев (Москва).
1 июня 2009 года Банком России была выпущена памятная монета номиналом 10 рублей, из серии Древние города России, на реверсе которой изображён герб Калуги.